# Spot the Pigeon
Pour les articles homonymes, voir Spot.
Albums de Genesis
Wind & Wuthering
(1976) Seconds Out
(1977)
Spot the Pigeon est le premier de deux E.P. du groupe Genesis de 13:23 minutes sorti en 1977 avec Mike Rutherford, Tony Banks, Phil Collins et Steve Hackett ; il comporte les titres Match of the day (3:23) Pigeons (3:15) et Inside and out (6:50).
Ce fut la dernière session studio de Genesis avant le départ du guitariste Steve Hackett en 1977. Son mécontentement de ne pas obtenir plusieurs de ses compositions sur l'album Wind & Wuthering a été encore aggravée lorsque Inside and Out, qui lui semblait digne de figurer sur l'album, a été relégué à cet EP.

## Liste des chansons
1. Match Of The Day (Phil Collins /Tony Banks /Mike Rutherford) - 3.23
2. Pigeons (Tony Banks /Mike Rutherford /Phil Collins) - 3.10
3. Inside and Out (Mike Rutherford /Phil Collins / Steve Hackett / Tony Banks) - 6:42

## Personnel
- Phil Collins : Batterie, percussions, chant, chœurs
- Steve Hackett : Guitare
- Mike Rutherford : Guitare, basse
- Tony Banks : Claviers